# فاک: واژه ممنوع و پاسداری از آزادی‌های متمم اول ما
«فاک: واژه ممنوع و پاسداری از آزادی‌های [مبتنی بر] متمم اول ما» (انگلیسی: Fuck: Word Taboo and Protecting Our First Amendment Liberties) کتابی است غیرداستانی و واقع‌گرا از استاد حقوق کریستوفر ام. فیرمن که در خصوص آزادی بیان، متمم اول قانون اساسی ایالات متحده آمریکا، سانسور و کاربرد واژه فاک در جامعه می‌باشد. کریستوفر ام. فیرمن برای نگارش کتاب در خصوص استفاده از اصطلاح‌های تابو با رسانه‌هایی مثل سی‌ان‌ان، نیویورک تایمز و اتحادیه آزادی‌های شهروندی آمریکا مشورت نمود.